# Karo Moret Miranda
Karo Moret Miranda (La Habana, Cuba) es una historiadora, editora, investigadora, profesora y académica afro-cubana. Desde el año 2019, ejerce la investigación y la docencia universitaria en la Universidad Nacional Australiana. Su investigación se centra en los estudios africanos y la diáspora africana, haciendo especial foco en los temas transversales de raza, género y religión.

## Intereses académicos
Desde sus inicios académicos, se interesó en los estudios africanos y en especial en la diáspora africana. Se aproximó a estos temas desde las perspectivas de raza, género y religión. En este sentido, su interés investigador se focalizó en los préstamos que la cultura afrocaribeña tomó de la cultura occidental como consecuencia de la esclavitud y el tráfico de esclavos.
Investiga también el concepto de otredad desde una perspectiva multidisciplinar a través de los estudios medievales y la representación del cuerpo. Está interesada en detectar los fenómenos de sinestesia entre la representación del cuerpo y su narración o descripción.

## Trayectoria
En el año 2013, se licenció en Historia en la Universidad de Barcelona. En 2014 obtuvo una beca para cursar el Máster en Historia del Mundo en la Universidad Pompeu Fabra. Ese mismo año comenzó su doctorado en Historia en el departamento de Humanidades de esa universidad. En el año 2016 obtuvo una beca de la Agencia de Gestión de Ayudas Universitarias y de Investigación (AGAUR, Barcelona, entre 2016 y 2019) para financiar su investigación.
Formó parte del Grupo de Investigación GRIMSE centrado en el tema de Imperios, Metrópolis y Sociedades Extraeuropeas. Se ha dedicado a investigar las conexiones entre África y sus diásporas en el Caribe y su refracción en lo Occidental. Ha centrado su investigación en religión, raza y cuestiones de género.
En el 2019, junto con Oumar Diallo Seydi y Moiz Gomiz, fundó la librería La Panafricana, además de ser editora de la editorial Wanafricana. Desde ese año es profesora del departamento de Historia de la Universidad Nacional Australiana, donde además ha centrado sus esfuerzos, junto con la Dra. Tania Cowel, en decolonizar la universidad a través de su programa de estudios (syllabus). En el 2020, publicó el libro infantil African-Meninas, donde recopiló la biografía de treinta mujeres africanas que marcaron la Historia en diferentes contextos y disciplinas.
En el año 2022, le fue concedida la beca Jean Monnet del EU–Australia Centre of Excellence. Un año después, comenzó a impartir la asignatura Empires in Global History en la Universidad Nacional Australiana. 

## Reconocimientos
En 2016, recibió fondos para investigación de la Agency for Management of University and Research Grants (AGAUR Barcelona, 2016-2019).
En 2022, Beca Jean Monnet del EU–Australia Centre of Excellence

## Publicaciones
- 2014 - Apercepciones de africanía: instituciones afrodescendientes en la Cuba del XIX. K. Moret-Miranda, Revista Crearmundos, Coord. Angélica Sátiro, Ediciones Octaedro, ISSN 2386-6004, vol. 12, págs. 27-31.
- Mayo 2014 - Mitos religiosos afroamericanos. Cultura y desarrollo de Eliane Anselmo Silva, Ana Maria Barros, Roberta Bivar Carneiro Campos, Roger Canals, Nicolás Cortés Rojano, Greilson José de Lima, Bartira Ferraz Barbosa, Javier Laviña, José Martí, Karo Moret Miranda, José Luís Ruíz-Peinado, Laia Sanmartín, Carmen Lúcia Silva. Coord. Nicolàs Cortés. Centre d’Estudis i Recerques Socials i Metropolitanes. ISBN 978-84-697-0052-5.[12]
- 2019 - African Meninas. Liderazgo Femenino en el Continente Africano. Karo Moret Miranda. Ediciones Wanafrica. ISBN: 978-84-17150-77-8.
- 20 de diciembre de 2019. Incorporating the Averse: Emulating Freemasonry? Approach to racial and hermeneutical entanglement in the Abakuá religious exercitatio, Universidad Pompeu Fabra.[13]
- 1 de julio de 2020 - Incorporating the Averse. Emulating Freemasonry? An Approach to racial and hermeneutical entanglement in the Abakuá religious exercitatio, Revista de Estudios Históricos de la Masonería Latinoamericana y Caribeña, ISSN 1659-4223, vol. 12, nº 1-2.[5]